# Сибик, Павел
Павел Сибик (пол. Paweł Sibik; род. 15 февраля 1971, Немча, Нижнесилезское воеводство) — польский футболист, игравший на позиции полузащитника.

## Клубная карьера
Во взрослом футболе дебютировал в 1989 выступлениями во втором и третьем польском дивизионе за команду «Лехия» (Дзержонюв), в которой провел семь сезонов.
Своей игрой за эту команду привлек внимание представителей тренерского штаба клуба «Одра», в состав которого присоединился в 1996 году. Сыграл за команду из города Водзислав-Слёнски следующие семь сезонов своей игровой карьеры. Большинство времени, проведенного в составе «Одры», был основным игроком команды. Он также играл с командой в Кубке УЕФА и Кубке Интертото.
В течение всего 2003 года играл за кипрский «Аполлон», после чего вернулся в Польшу, где выступал за «Одру», «Подбескидзе» и «Рух» из Хожува.
Завершил профессиональную игровую карьеру,вернувшись в кипрский «Аполлон», с которым стал чемпионом страны в 2006 году.

## Международная карьера
10 февраля 2002 дебютировал за национальную сборную Польши в матче против Фарерских островов (2:1). Через несколько месяцев уехал со сборной на чемпионат мира 2002 года в Японии и Южной Корее, где сыграл в одном матче группового этапа против США (3:1), который стал последним в его международной карьере. Всего Сибик провел в форме главной команды страны 3 матча.

### Статистика за сборную
| Матчи Сибика за сборную Польши | Матчи Сибика за сборную Польши | Матчи Сибика за сборную Польши | Матчи Сибика за сборную Польши | Матчи Сибика за сборную Польши | Матчи Сибика за сборную Польши |
| №                              | Дата                           | Оппонент                       | Счёт                           | Голы                           | Соревнование                   |
| ------------------------------ | ------------------------------ | ------------------------------ | ------------------------------ | ------------------------------ | ------------------------------ |
| 1                              | 10 февраля 2002                | Фарерские острова              | 2:1                            | -                              | Товарищеский матч              |
| 2                              | 18 мая 2002                    | Эстония                        | 1:0                            | -                              | Товарищеский матч              |
| 3                              | 14 июня 2002                   | США                            | 3:1                            | -                              | ЧМ 2002                        |

3 матча: 3 победы.

## Достижения
- Чемпион Кипра: 2005/06